# ستيفان ميلوشيفيتش
ستيفان ميلوشيفيتش (بالسيريلية الصربية: Стефан Милошевић) هو لاعب كرة قدم صربي في مركز الدفاع، ولد في 7 أبريل 1995 في بلغراد في صربيا. شارك مع منتخب صربيا تحت 17 سنة لكرة القدم ومنتخب صربيا تحت 19 سنة لكرة القدم ومنتخب صربيا تحت 20 سنة لكرة القدم. أما مع النوادي، فقد لعب مع سبارتاك سوبتيتسا.

## وصلات خارجية
- ستيفان ميلوشيفيتش على موقع الاتحاد الدولي (مؤرشف)  (الإنجليزية)
- ستيفان ميلوشيفيتش على موقع الاتحاد الأوربي (الإنجليزية)
- ستيفان ميلوشيفيتش على موقع قاعدة بيانات كرة القدم.إي يو (الإنجليزية)
- ستيفان ميلوشيفيتش على موقع Soccerbase.com (لاعب) (الإنجليزية)
- ستيفان ميلوشيفيتش على موقع Soccerway.com (الإنجليزية)
- ستيفان ميلوشيفيتش على موقع عالم كرة القدم.نت (الإنجليزية)